# Africa Cup Sevens Femenino 2022
El Africa Sevens Femenino de 2022 fue la duodécima edición del torneo de rugby 7 femenino de África.
Se disputó del 29 al 30 de abril en la ciudad de Jemmal, Túnez.
El torneo otorgó una plaza para el Copa del Mundo de Rugby 7 de 2022.

## Fase de grupos

### Grupo A
| Equipo    | Encuentros | Encuentros | Encuentros | Encuentros | Tantos  | Tantos    | Tantos     | Puntos |
| Equipo    | jugados    | ganados    | empatados  | perdidos   | a favor | en contra | diferencia | Puntos |
| --------- | ---------- | ---------- | ---------- | ---------- | ------- | --------- | ---------- | ------ |
| Sudáfrica | 2          | 2          | 0          | 0          | 68      | 0         | +68        | 6      |
| Zimbabue  | 2          | 1          | 0          | 1          | 14      | 27        | -13        | 4      |
| Senegal   | 2          | 0          | 0          | 2          | 12      | 67        | -55        | 2      |

| 29 de abril | Senegal | 12 - 14 | Zimbabue |  |  |

| 29 de abril | Sudáfrica | 53 - 0 | Senegal |  |  |

| 29 de abril | Zimbabue | 0 - 15 | Sudáfrica |  |  |

### Grupo B
| Equipo | Encuentros | Encuentros | Encuentros | Encuentros | Tantos  | Tantos    | Tantos     | Puntos |
| Equipo | jugados    | ganados    | empatados  | perdidos   | a favor | en contra | diferencia | Puntos |
| ------ | ---------- | ---------- | ---------- | ---------- | ------- | --------- | ---------- | ------ |
| Uganda | 2          | 2          | 0          | 0          | 25      | 12        | +13        | 6      |
| Kenia  | 2          | 1          | 0          | 1          | 14      | 27        | -13        | 4      |
| Zambia | 2          | 1          | 0          | 1          | 29      | 10        | +19        | 4      |

| 29 de abril | Zambia | 5 - 15 | Uganda |  |  |

| 29 de abril | Kenia | 22 - 0 | Zambia |  |  |

| 29 de abril | Uganda | 10 - 7 | Kenia |  |  |

### Grupo C
| Equipo     | Encuentros | Encuentros | Encuentros | Encuentros | Tantos  | Tantos    | Tantos     | Puntos |
| Equipo     | jugados    | ganados    | empatados  | perdidos   | a favor | en contra | diferencia | Puntos |
| ---------- | ---------- | ---------- | ---------- | ---------- | ------- | --------- | ---------- | ------ |
| Madagascar | 2          | 2          | 0          | 0          | 36      | 10        | +26        | 6      |
| Túnez      | 2          | 1          | 0          | 1          | 22      | 12        | +10        | 4      |
| Ghana      | 2          | 0          | 0          | 2          | 10      | 46        | -36        | 2      |

| 29 de abril | Ghana | 5 - 17 | Túnez |  |  |

| 29 de abril | Madagascar | 29 - 5 | Ghana |  |  |

| 29 de abril | Túnez | 5 - 7 | Madagascar |  |  |

## Fase final

### Definición 5° puesto
|  | Semifinal | Semifinal | Semifinal |        |       | 5° puesto      | 5° puesto      | 5° puesto      |  |
|  |           |           |           |        |       |                |                |                |  |
|  |           |           |           |        |       |                |                |                |  |
|  | Ghana     | Ghana     | 0         |        |       |                |                |                |  |
|  | Ghana     | Ghana     | 0         |        |       |                |                |                |  |
|  | Kenia     | Kenia     | 29        |        |       |                |                |                |  |
|  | Kenia     | Kenia     | 29        |        | Kenia | Kenia          | 12             |                |  |
|  |           |           |           |        | Kenia | Kenia          | 12             |                |  |
|  |           |           | Zambia    | Zambia | 5     |                |                |                |  |
|  | Zambia    | Zambia    | Zambia    | Zambia | 5     | 21             |                |                |  |
|  | Zambia    | Zambia    |           |        |       | 21             |                |                |  |
|  | Zimbabue  | Zimbabue  | 14        |        |       | Séptimo puesto | Séptimo puesto | Séptimo puesto |  |
|  | Zimbabue  | Zimbabue  | 14        |        |       | Séptimo puesto | Séptimo puesto | Séptimo puesto |  |
|  |           |           |           |        |       |                |                |                |  |
|  |           |           |           |        |       | Ghana          | Ghana          | 29             |  |
|  |           |           |           |        |       | Ghana          | Ghana          | 29             |  |
|  |           |           |           |        |       | Zimbabue       | Zimbabue       | 7              |  |
|  |           |           |           |        |       | Zimbabue       | Zimbabue       | 7              |  |
|  |           |           |           |        |       |                |                |                |  |

### Copa de oro
|  | Cuartos de final | Cuartos de final | Cuartos de final |            |            | Semifinales | Semifinales | Semifinales |       |              | Copa         | Copa         | Copa |  |
|  |                  |                  |                  |            |            |             |             |             |       |              |              |              |      |  |
|  |                  |                  |                  |            |            |             |             |             |       |              |              |              |      |  |
|  | Sudáfrica        | Sudáfrica        | 17               |            |            |             |             |             |       |              |              |              |      |  |
|  | Sudáfrica        | Sudáfrica        | 17               |            |            |             |             |             |       |              |              |              |      |  |
|  | Ghana            | Ghana            | 5                |            |            |             |             |             |       |              |              |              |      |  |
|  | Ghana            | Ghana            | 5                |            | Sudáfrica  | Sudáfrica   | 31          |             |       |              |              |              |      |  |
|  |                  |                  |                  |            | Sudáfrica  | Sudáfrica   | 31          |             |       |              |              |              |      |  |
|  |                  |                  | Túnez            | Túnez      | 0          |             |             |             |       |              |              |              |      |  |
|  | Kenia            | Kenia            | Túnez            | Túnez      | 0          | 5           |             |             |       |              |              |              |      |  |
|  | Kenia            | Kenia            |                  |            |            |             |             |             |       |              |              |              |      |  |
|  | Túnez            | Túnez            | 19               |            |            |             |             |             |       |              |              |              |      |  |
|  | Túnez            | Túnez            | 19               |            |            |             |             |             |       | Sudáfrica    | Sudáfrica    | 15           |      |  |
|  |                  |                  |                  |            |            |             |             |             |       | Sudáfrica    | Sudáfrica    | 15           |      |  |
|  |                  |                  | Madagascar       | Madagascar | 14         |             |             |             |       |              |              |              |      |  |
|  | Madagascar       | Madagascar       | Madagascar       | Madagascar | 14         | 14          |             |             |       |              |              |              |      |  |
|  | Madagascar       | Madagascar       |                  |            |            |             |             |             |       |              |              |              |      |  |
|  | Zambia           | Zambia           | 10               |            |            |             |             |             |       |              |              |              |      |  |
|  | Zambia           | Zambia           | 10               |            | Madagascar | Madagascar  | 17          |             |       | Tercer lugar | Tercer lugar | Tercer lugar |      |  |
|  |                  |                  |                  |            | Madagascar | Madagascar  | 17          |             |       | Tercer lugar | Tercer lugar | Tercer lugar |      |  |
|  |                  |                  | Uganda           | Uganda     | 12         |             |             |             |       |              |              |              |      |  |
|  | Uganda           | Uganda           | Uganda           | Uganda     | 12         | 10          |             |             | Túnez | Túnez        | 17           |              |      |  |
|  | Uganda           | Uganda           |                  |            |            |             |             |             | Túnez | Túnez        | 17           |              |      |  |
|  | Zimbabue         | Zimbabue         | 0                |            |            |             |             |             |       |              | Uganda       | Uganda       | 15   |  |
|  | Zimbabue         | Zimbabue         | 0                |            |            |             |             |             |       |              | Uganda       | Uganda       | 15   |  |
|  |                  |                  |                  |            |            |             |             |             |       |              |              |              |      |  |

| Bandera de Sudáfrica |
| Campeón Sudáfrica    |
| Décimo título        |